# Shunji Iwai
Shunji Iwai (岩井俊二 Iwai Shunji) é um realizador japonês, nascido  em Sendai, no Japão em 1963.

## Filmografia
- Hana to Arisu (2004)
- 六月の勝利の歌を忘れない (2002)
- Arita (2002)
- Tudo Sobre Lily Chou-Chou (2001)
- The kids who wanted to view fire works from another perspective (1999)
- April Story (1998)
- Takako Matsu: film -A Mirror in the Air- (1997)
- Moon Riders: Knit Cap Man (1996)
- Swallowtail Butterfly (1996)
- Love Letter (1995)
- Picnic (1994)
- Lunatic Love (1994)
- Undo (1994)
- The Snow King (1993)
- Fried Dragon Fish (1993)
- Fireworks (1993)
- Omelette (1992)
- A Summer Solstice Story (1992)
- A Tin of Crab Meat (1992)
- Maria (1992)
- Ghost Soup (1992)
- The Man Who Came to Kill (1991)
- Unknown Child (1991)

## Prémios
- PSB Audience Award, 1998 Pusan International Film Festival